# Rinssee
Der Rinssee ist ein See in Oberbayern (Landkreis Rosenheim). Der recht flache See liegt eingebettet in eine Wald- und Wiesenlandschaft im Alpenvorland. Er wird gespeist vom oberhalb liegenden nahen Hofstätter See.
An seinem Nordende befindet sich ein Badeplatz mit Kiosk.
Der See wird im Jahr 1326 als Runssee erstmals schriftlich genannt. Der Name bezieht sich auf eine abgegangene Siedlung namens Rünse. Dieser wiederum leitet sich von mittelhochdeutsch runs für 'Wasserlauf' ab.

## Galerie

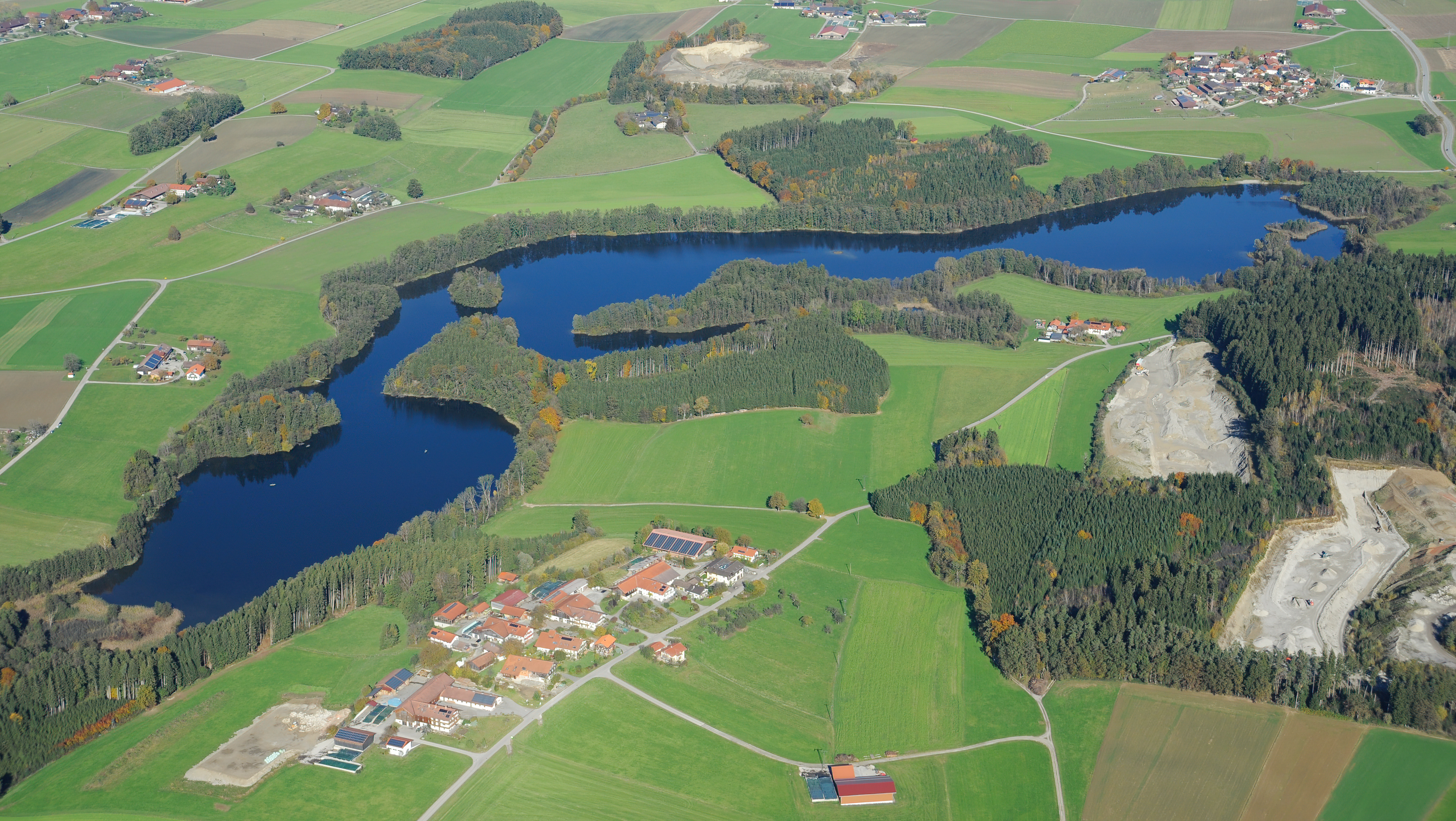
Luftbild